# ネブリナ
ネブリナ（Neblina）とはアンゴラ出身のヘヴィメタルバンドである。メンバーは自身を同国初のロックバンドであると捉えている。2006年にアルバムInnocence Falls in Decayをリリースした。

## メンバー

### 現在のメンバー
- マウロ・ネブ Mauro Neb - ヴォーカル、ギター
- ミシェル・フィオ Michel Fio - リードギター
- チアーゴ Thiago - ドラム

### 旧メンバー
- ベト・ネブ Beto Neb - リズムギター
- ボコロ Bocôlo - ベース
- Eddy Bridge - キーボード
- Toke é Esse - ドラム

## ディスコグラフィー
- Innocence Falls in Decay - 2007年